# Bielawka (dopływ Białej Lądeckiej)
Bielawka (dawniej niem. Schwarze Biele) – potok w dorzeczu Odry, lewy dopływ rzeki Białej Lądeckiej płynący w całości na terenie gminy Stronie Śląskie (województwo dolnośląskie), a także o obrębie Gór Bialskich.

## Bieg potoku
Źródła znajdują się pod grzbietem granicznym Gór Bialskich, pomiędzy Rudymi Krzyżami a Rudawcem. Potok płynie głęboko wciętą doliną najpierw ku północy, później ku wschodowi i wpada do Białej Lądeckiej powyżej Bielic, w miejscu dawnej wsi Nowa Biela na wysokości ok. 750 m n.p.m..

## Dopływy
Posiada kilka bezimiennych dopływów oraz lewobrzeżny Złoty Potok, wypływający spod Wielkiego Rozdroża.

## Budowa geologiczna
Potok płynie przez obszar zbudowany ze skał metamorficznych należących do metamorfiku Lądka i Śnieżnika. W górnej części – głównie z gnejsów, podrzędnie z łupków łyszczykowych serii strońskiej, a w dolnej – z przeławicających się amfibolitów i gnejsów.
W dolnej części doliny, poniżej małej śródleśnej łąki zwanej Rudą Łączką, na wysokości ok. 780 m n.p.m. znajduje się amfibolitowa skałka Szarogłaz.

## Roślinność
Cała dolina Bielawki jest porośnięta lasem, częściowo bukowym regla dolnego, częściowo monokulturą świerkową.

## Ochrona przyrody
Potok płynie przez Śnieżnicki Park Krajobrazowy.

## Zagospodarowanie
Dolną, równoleżnikową częścią doliny biegnie Czarnobielski Dukt – wschodnia część Drogi Marianny. Obecnie straciła ona znaczenie komunikacyjne, posiada jednak spory walor krajobrazowy.

## Turystyka
Wzdłuż Bielawki nie prowadzi żaden szlak turystyczny pieszy, a jedynie szlak rowerowy, natomiast tuż przed ujściem do Białej Lądeckiej przecina ją:
- zielony szlak turystyczny z Bielic na Przełęcz Płoszczynę i dalej na Śnieżnik przez rezerwat przyrody Puszcza Śnieżnej Białki